# ریچرا
ریچرا (نام علمی: Dichroa) نام یک سرده از راسته گل‌سرخ‌سانان است.